# Gare de Chouzy
La gare de Chouzy est une gare ferroviaire française de la ligne de Paris-Austerlitz à Bordeaux-Saint-Jean, située sur le territoire de la commune de Valloire-sur-Cisse, dans la commune déléguée de Chouzy-sur-Cisse, dans le département de Loir-et-Cher, en région Centre-Val de Loire.
C'est une halte ferroviaire de la Société nationale des chemins de fer français (SNCF), desservie par des trains TER Centre-Val de Loire circulant entre les gares de Blois - Chambord et de Tours.

## Situation ferroviaire
Établie à 69 mètres d'altitude, la gare de Chouzy est située au point kilométrique (PK) 189,096 de la ligne de Paris-Austerlitz à Bordeaux-Saint-Jean, entre les gares de Blois - Chambord et d'Onzain - Chaumont-sur-Loire.

## Histoire

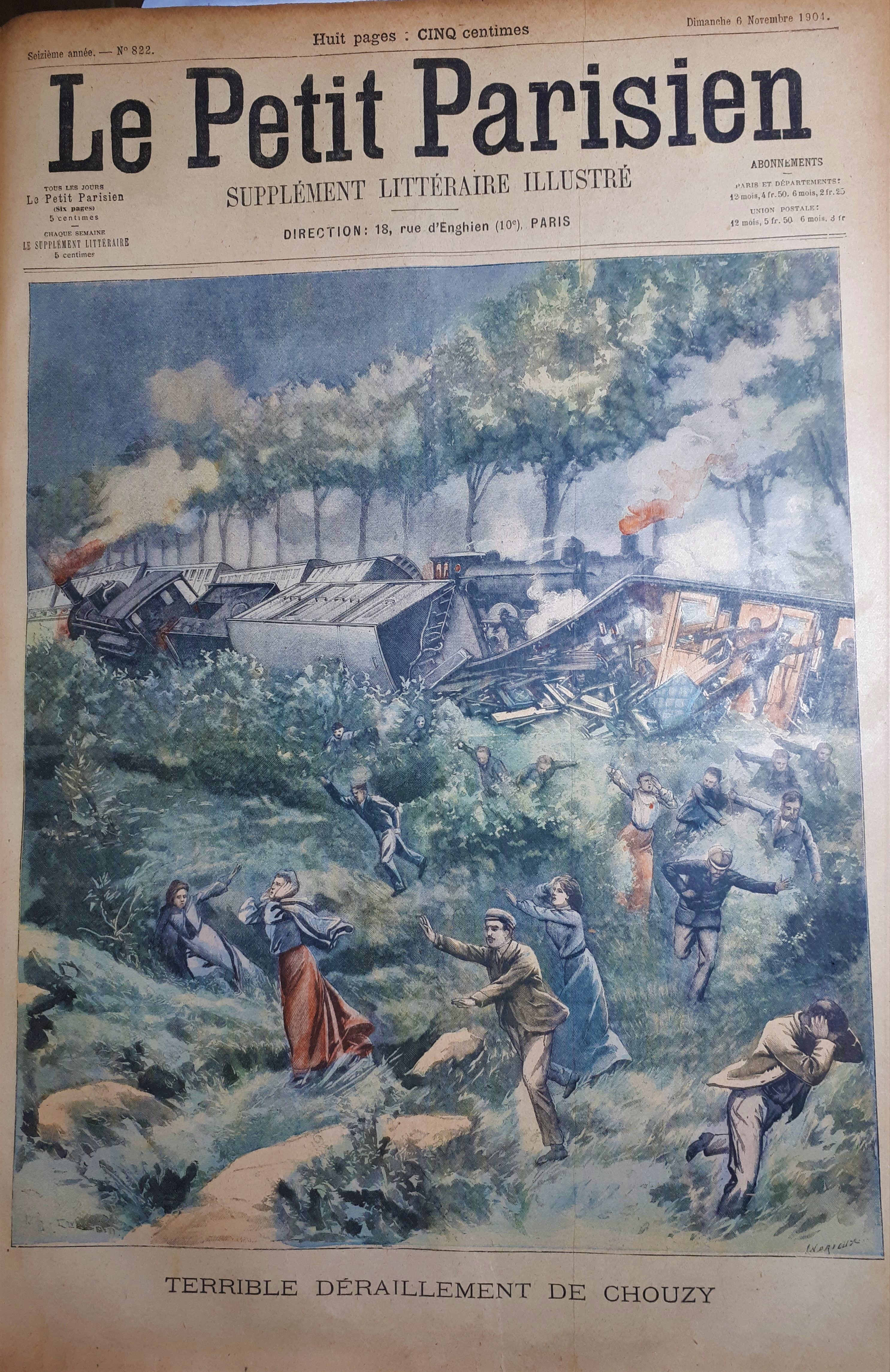
Couverture du journal
Le Petit Parisien du 6 novembre 1904.

Le 6 novembre 1904, un déraillement se produit entre Chouzy et Onzain. Vers une heure et demie du matin, la locomotive du train rapide 31, allant de Paris à Bordeaux, sort des rails, laboure le ballast sur une quinzaine de mètres et intercepte en partie la voie de droite que doit suivre le train 18, venant de Nantes. Malgré les freins qui avaient été brusquement actionnés, ce dernier prend en flanc le rapide de Bordeaux et déraille également. Trois cadavres sont trouvés sous les débris et un quatrième quelques jours plus tard. En outre, on compte une dizaine de blessés, soignés par des médecins acheminés par des trains de secours.
L'enquête fait apparaître que des rails avaient été déboulonnés et déposés sur la banquette de la voie ce qui montre qu'il s'agit d'une manœuvre criminelle.

## Fréquentation
Selon les estimations de la SNCF, la fréquentation annuelle de la gare s'élève aux nombres indiqués dans le tableau ci-dessous.
| Année               | 2019 | 2018  | 2017  | 2016   | 2015   |
| ------------------- | ---- | ----- | ----- | ------ | ------ |
| Nombre de voyageurs | 751  | 4 616 | 8 329 | 10 939 | 13 082 |

## Service des voyageurs

### Accueil
Halte SNCF, c'est un point d'arrêt non géré (PANG) à entrée libre.

### Desserte
Chouzy est desservie par des trains TER Centre-Val de Loire qui effectuent des missions omnibus entre les gares de Blois - Chambord et de Tours. L'offre proposée compte un train Tours - Blois le matin et un train Blois - Tours le soir en semaine, complétés par un train Blois - Tours le dimanche.